# Hraniční duby
Hraniční duby jsou památné stromy duby letní (Quercus robur) ve Valči, v okrese Karlovy Vary v Karlovarském kraji. Rostou v Doupovských horách v nadmořské výšce 500 m ve svahu nad Vrbičským potokem, na rozhraní lesa a starých zarůstajících sadů na severovýchodním úbočí Šibeničního vrchu. Dvojice mohutných dubů se nachází 1 km zsz. od Vrbičky a 1,5 km vsv. od Valče přímo na hranici Karlovarského a Ústeckého kraje, okresů Karlovy Vary a Louny, resp. katastrálních územích Valeč v Čechách a k. ú. Vrbička. Při zpracování tereziánského katastru byly duby stanoveny hraničními body katastrů.

## Základní údaje
Obvody kmenů měří 513 cm (dub Veronika) a 531 cm (dub Johann) při měření v roce 2012, koruny dosahují do výšky 15 metrů (Veronika) a 18,5 metrů (Johann) při měření v roce 2012. V době vyhlášení bylo stáří stromů odhadováno na 300 let.
Duby jsou chráněny od roku 1996 jako hraniční stromy, stromy významné stářím a vzrůstem, krajinná dominanta, esteticky zajímavé stromy s významným habitem.

### Pověst o dubech
Podle pověsti zasadil dvojici dubů na konci 17. století odbojný poddaný Johann před vlastní popravou. Byl chycen dráby, když chtěl uctít nevěstu Veroniku a svatebčany zvěřinou upytlačenou na panském pozemku. Jeho posledním přáním před popravou bylo, aby duby symbolizující Johanna a jeho nevěstu Veroniku rostly vedle sebe a mohly se vzájemně dotýkat. Vrchnost to však nedovolila a určila vzdálenost větší. Stromy tak rostou ve vzdálenosti asi 50 metrů od sebe.

## Stromy v okolí
- Dub u Nové Vsi
- Jakoubkova lípa
- Žlutický dub

## Fotogalerie

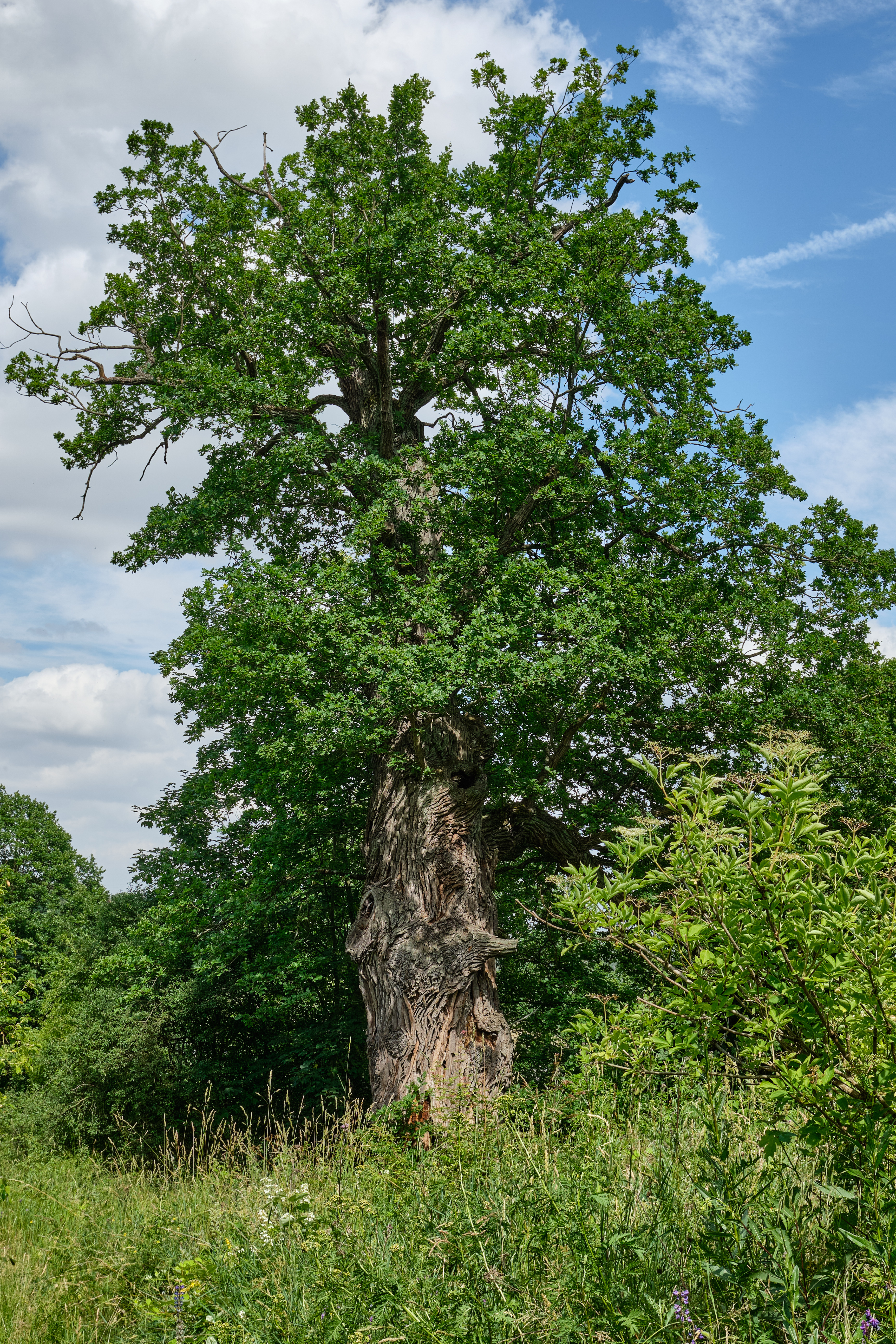
Dub Veronika
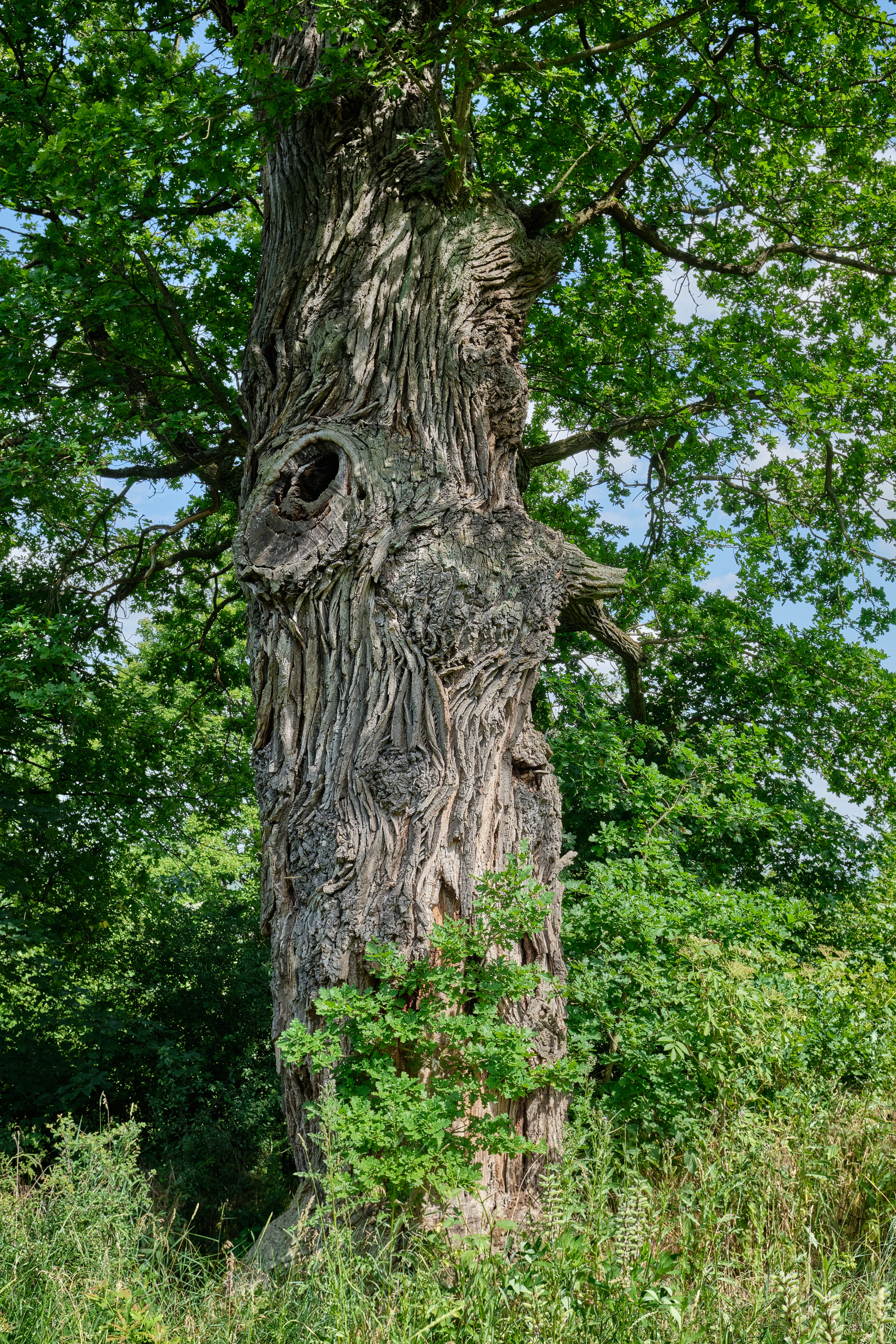
Kmen dubu Veronika
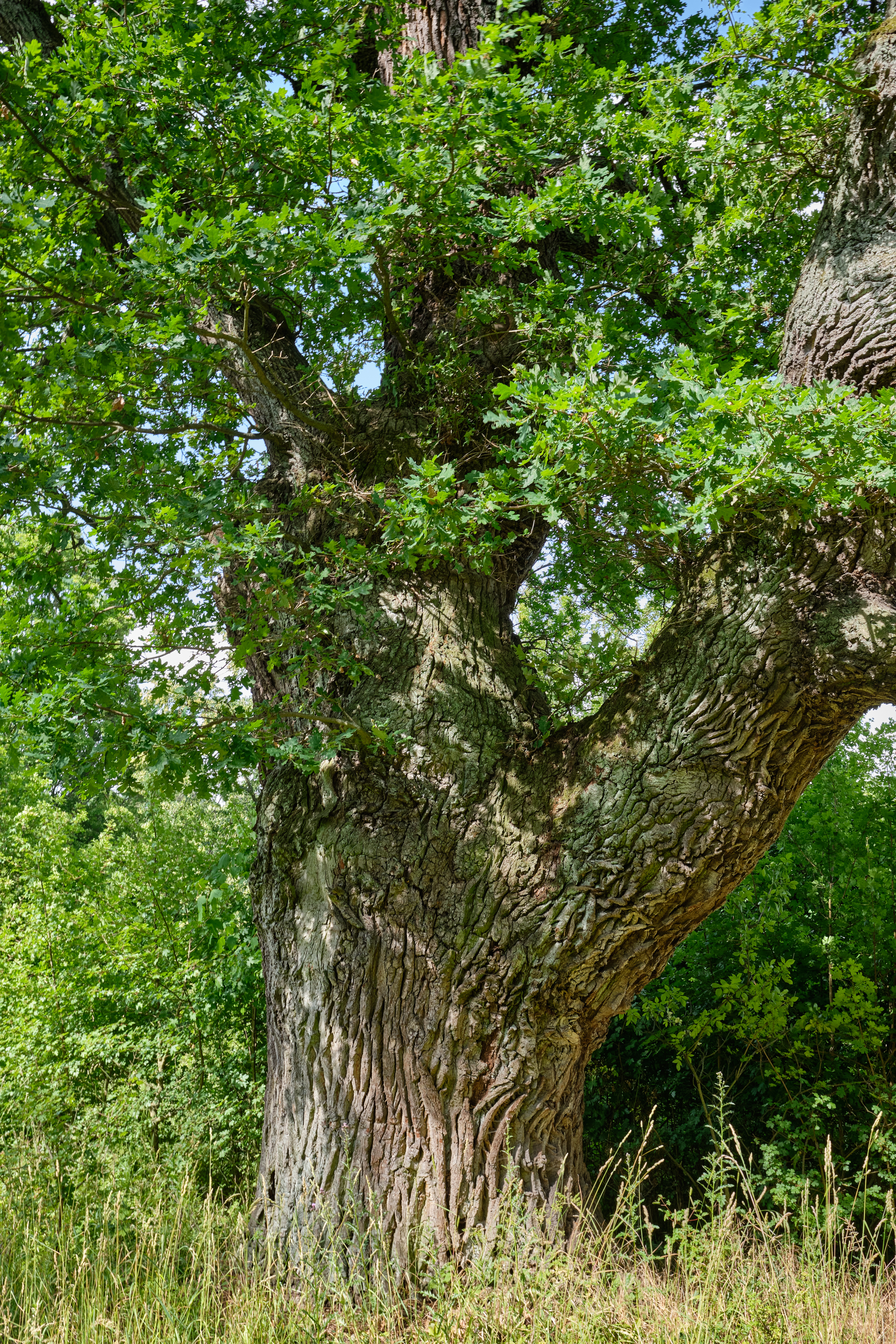
Kmen dubu Johann